# 聯邦直轄區清真寺
聯邦直轄區清真寺是馬來西亞吉隆坡的「市立」（實際上是聯邦直轄區立）清真寺，位於大使路上。
清真寺始建於1997年，2000年10月25日由當時的最高元首端姑賽西拉祖丁揭幕。
清真寺建築以伊斯坦堡藍色清真寺為藍本，揉合了鄂圖曼和馬來亞的風格。可容納17,000人聚禮。
3°10′19″N 101°40′16″E / 3.17194°N 101.67111°E